# كاث شيرماخر
كته شيرماخر (بالألمانية: Käthe Schirmacher)‏، (دانزيغ 6 أغسطس 1865، ميرانو 18 نوفمبر 1930) كاتبة وصحفية وناشطة سياسية ألمانية، وتعتبر واحدة من أبرز المدافعات عن حقوق المرأة والحركة النسائية الدولية في تسعينيات القرن التاسع عشر.

## حياتها
كانت كاث شيرماخر ابنة تاجر ثري، لكن ثروة عائلتها ضاعت في سبعينيات القرن التاسع عشر. كانت شيرماخر واحدة من أولى النساء في ألمانيا اللاتي حصلن على الدكتوراه. درست في جامعة السوربون من خريف عام 1893 إلى ربيع عام 1895 في ألمانيا وحصلت على الدكتوراه في الدراسات الرومانسية في زيورخ على يد الأستاذ هاينريش مورف، خلال حياة شيرماخر، لم تكن مثليتها الجنسية معروفة للعامة. على مدار حياتها، كان لشيرماخر شركاء متعددين، لكنها أمضت وقتها في زيوريخ مع مارجريت بوم.
في عام 1899 كانت شيرماخر أحد المؤسسيين الرئيسيين لاتحاد المنظمات النسائية التقدمية في برلين. عام 1904 شاركت في التحالف الدولي للمرأة. خلال هذه الفترة الزمنية بين تسعينيات القرن التاسع عشر وأوائل القرن العشرين، سافرت شيرماخر إلى جميع أنحاء أوروبا والولايات المتحدة لإلقاء المحاضرات حول الثقافة الألمانية وقضايا المرأة. من بين الأشياء التي كتبها وشرحتها شيرماخر هي فكرة المرأة العصرية. ففي كل من محاضراتها وكتابتها الشخصية، أعربت عن السمات الضرورية لتكون امرأة عصرية والتي تم تسليط الضوء عليها في الحركة النسائية الحديثة عام 1909 (Die moderne Frauenbewegung). كان من أول ما ناشدت به بعض الحقوق أن يكون حق المرأة في التعليم والتدريس هو نفس الحق الذي يتمتع به الرجل، ثانيًا يجب أن تتمتع المرأة بحق اختيار أي مهنة تريدها وأن يتم مكافأتها مثل الرجل تمامًا، ثالثًا ينبغي منح المرأة الوضع القانوني الكامل أمام القانون والقدرة المدنية، أخيرًا في المجال الاجتماعي يجب الاعتراف بقيمة عمل المرأة سواء في المنزل أو في الأشغال المهنية الأخرى. كانت هذه وجهات نظر متطرفة بالنسبة إلى وقتها، ولكن في عام 1904 اتخذت شيرماخر دورًا محوريًا أكثر تطرفًا من الأيديولوجية السياسية وبدأ في التعبير عن المشاعر القومية. وفي العام نفسه، بدأت شيرماخر في قطع جميع علاقاتها مع الجماعات ذات الميول اليسارية التي أسستها وقادتها ونظمتها. وفي عام 1913 مع احتمالية اشتعال الحرب والموجة القومية التي ضربت غرب أوروبا، قطعت شيرماخر علاقاتها تمامًا مع هذه المنظمات النسائية.
أثناء اندلاع الحرب العالمية الأولى، شارك شيرماخر في كتابة ونشر الدعاية الألمانية والتي معظمها في شكل كتيبات تم توزيعها في جميع أنحاء ألمانيا وأيضًا فرنسا.
بعد الحرب، شاركت في حزب الشعب الألماني اليميني (DNVP). حيث كانت تشاركهم نفس وجهات النظر من القومية ومعاداة السامية.

## الأعمال المنشورة
- الحرية (The Libertad)، دار النشر للمجلات القصيرة، زيورخ (1890)
- المؤتمر الدولي للمرأة في شيكاغو 1893. كان مؤتمر يجمع المثقفين وقادة الحركة النسائية الدولية (IWM). كانت شيرماخر أحد المحاضرين المميزين.
- النسوية في الولايات المتحدة وفرنسا وبريطانيا والسويد وروسيا: أسئلة في الوقت الحاضر (1898)
- الحركة النسائية وأسبابها ووسائلها (1902)
- الحركة النسائية الحديثة (1909)
- حقوق الاقتراع (1912)